# Eriopyga purpurigera
Eriopyga purpurigera là một loài bướm đêm trong họ Noctuidae.